# Pavino Polje
Pavino Polje (cyr. Павино Поље) – wieś w Czarnogórze, w gminie Bijelo Polje. W 2011 roku liczyła 141 mieszkańców.